# Hyptis verticillata
Hyptis verticillata és una espècie de planta fanerògama pertanyent a les lamiàcies.
Són herbes o arbustos petits, que aconsegueixen una grandària de fins a 25 cm d'alt, aromàtics; tiges joves menudament puberulents amb tricomes llargs en els nusos (glabres). Fulles linears, estretament el·líptiques o oblongues, 2.2–9.5 cm de llarg i 0.5–2 cm d'ample, àpex acuminat (arrodonit o agut), base atenuada, marge irregularment serrat els 2/3 apicals, revés amb tricomes en el nervi principal, glabrescent; pecíol 0.1–2 cm de llarg. Inflorescència de verticilastres ben espaiats i mai espiciformes, en les aixelles de les fulles reduïdes, verticilastres 0.2–0.8 cm de llarg i 0.5–0.8 mm d'ample (lleugerament més amples en fruit), 11–15 flors, verticilastres sèssils, però cada flor amb pedicel definit, curt i filiforme, bràctees reemplaçades per prominents fascicles de tricomes; calze 2–2.5 mm de llarg, externament glabre o menudament puberulent, internament glabre, dents àmpliament deltoides, erectes, 0.5–0.75 mm de llarg; corol·la blanca (violeta), tub 1.5–2 mm de llarg, limb 1–1.5 mm de llarg. Calze fructífer 2–3 mm de llarg i 1–2 mm d'ample, dents 0.4–1 mm de llarg; nouetes 1–1.5 mm de llarg, glabres.

## Distribució i hàbitat
Planta originària d'Amèrica tropical, que habita en climes càlids i semicalents del nivell del mar fins a 760 m d'altitud. Associada a vegetació pertorbada derivada de boscos tropicals subperennifolis i perennifolis.

## Química
Pocs estudis químics s'han realçat sobre H. verticillata. De fulles i tiges s'han isolat els lignans beta-peltatí i 4’-demetil-deoxi-podofilotoxin, compostos detectats també solament en les fulles. En els plançons s'han identificat el triterpenol àcid oleanòlic, i l'esterol beta-sitosterol.

## Taxonomia
Hyptis verticillata va ser descrita per Nikolaus Joseph von Jacquin i publicat en Collectanea 1: 101–102. 1786[1787].
Etimologia
Hyptis: nom genèric que deriva del mots grec
huptios per "girat", per la posició del llavi inferior de la flor.
verticillata: epítet llatí que significa "amb verticils".
Sinònims

- Hyptis axillaris Fernald
- Hyptis parviflora M.Martens & Galeotti
- Hyptis pringlei Fernald
- Mentha hyptiformis Lam.
- Mesosphaerum verticillatum (Jacq.) Kuntze
- Stachys patens Sw.[5][6]

## Noms comuns
- En castellà del Mèxic: Epazotillo, escoba del negro, hierba buena, hierba del golpe, hierba Martín, hierba negra, hierba del negro, mosote, vara negra, yerba de San Martín.[2]